# Schweizerische Juristen-Zeitung
Die Schweizerische Juristen-Zeitung (SJZ) / Revue Suisse de Jurisprudence (RSJ) ist eine juristische Fachzeitschrift. Sie existiert seit 1904 und erscheint 14-täglich im Verlag Schulthess Juristische Medien. Die Beiträge sind auf Deutsch und Französisch verfasst. Jedes Heft enthält neben wissenschaftlich fundierten Aufsätzen einen Beitrag, in dem jeweils die neuesten Entwicklungen (Gesetzgebung, Rechtsprechung, Literatur) zu einem ausgewählten Rechtsgebiet dargestellt werden. Zusätzlich informiert jedes Heft über die aktuelle Rechtsprechung des Bundesgerichts sowie ausgewählte kantonale Entscheide. In einer Anwalts-, einer Richter- und einer Rubrik der Unternehmensjuristen wird laufend über Aktuelles im jeweiligen Berufsumfeld berichtet. Literaturübersichten, Besprechungen von neuer Fachliteratur und Hinweise auf Veranstaltungen runden den Inhalt ab. Die Redaktion liegt derzeit bei Pascal Pichonnaz und Meinrad Vetter.
Die SJZ ist auf Swisslex verfügbar.